# Acácio de Constantinopla
Acácio (em grego: Ἀκάκιος; romaniz.: Akakios) foi um patriarca de Constantinopla entre 471 e 489, famoso por sua corajosa participação na controvérsia calcedoniana. Acácio foi um consultor do imperador bizantino Zenão sobre o édito chamado Henótico de 482, no qual Nestório e Eutiques foram condenados, os dois capítulos de Cirilo de Alexandria foram aceitos e o credo de Calcedônia, ignorado. Esta tentativa de engavetar a discussão sobre a ortodoxia doutrinária do concílio de Calcedônia acabou fracassando, pois o Papa Félix III viu o prestígio de sua sé diminuído nesta tentativa de minimizar o concílio em Calcedônia e a epístola de seu antecessor, papa Leão I (o chamado Tomo de Leão). Ele condenou e depôs Acácio, num ato que foi desprezado por ele, mas que se transformou num cisma entre as duas sés e que se chamou de cisma acaciano. Ele perdurou durante todo o longo e perturbado reinado do imperador bizantino Anastácio I Dicoro e só foi resolvido definitivamente por Justino I sob o Papa Hormisda em 519, após a morte de Acácio.

## Primeiros anos e episcopado
Acácio aparece pela primeira vez nos registros históricos como orfanotrofo - um oficial encarregado do cuidado dos órfãos - na Igreja de Constantinopla, que ele administrou com sucesso. Suidas descreve ainda Acácio como dono de uma personalidade marcante e que procurava tirar o máximo das oportunidades que lhe apareciam. Ele tinha também modos apurados, caridoso, suave no tratar, ainda que nobre, e apreciava mostras de status eclesiástico. 
Suas habilidades atraíram a atenção do imperador romano Leão I, o Trácio, sobre quem ele conseguiu ter grande influência, o que lhe valeu a sucessão de Genádio em 471. Os primeiros cinco ou seis anos de seu episcopado correram sem maiores incidentes. Porém, ele logo se envolveria em controvérsias que tomariam todo o período restante de seu reinado, culminando num cisma de 35 anos entre o ocidente e o oriente.
Por um lado, ele trabalhou arduamente para restaurar a unidade da Igreja Ortodoxa, que estava ameaçada pelas inúmeras opiniões sobre os ensinamentos de Eutiques. De outro, para aumentar a autoridade de sua sé episcopal afirmando a sua independência de Roma e estendendo a sua influência sobre Alexandria e Antioquia, os outros grandes centros do cristianismo na época. Em ambos, ele parece ter agido mais como um estadista do que como um teólogo e, em relação a isso, os traços pessoais de liberalidade, cortesia e ostentação, notados por Suidas, são importantes.

## Controvérsia calcedoniana

### Posição aliada contra Basilisco e Timóteo Eluro
Esta oposição foi a primeira das importantes medidas que valeram a Acácio o apoio entusiástico do povo e o elogio do papa Simplício. Em conjunto com um monge estilita, Daniel, o Estilita, ele se colocou à frente da oposição ao usurpador Basilisco. Timóteo Eluro, o patriarca de Alexandria ortodoxo oriental e protegido de Basilisco desde 476., já tinha induzido o imperador a publicar uma encíclica (ou proclamação imperial - egkyklios) condenando os ensinamentos do concílio de Calcedônia. O próprio Acácio parece ter hesitado inicialmente em colocar seu nome entre os bispos asiáticos que já tinham assinado a encíclica, mas, advertido por uma carta do papa Simplício, que tinha tomado conhecimento desta questionável atitude do sempre atento partido monástico, ele reconsiderou a sua posição e se dedicou agressivamente ao debate. Esta repentina mudança de posição o redimiu frente à população e ele conseguiu prestígio no partido calcedoniano, particularmente em meio às comunidades monásticas do oriente por sua agora ostensiva preocupação com a correção da doutrina. Até mesmo o papa Simplício escreveu-lhe depois uma carta de comenda.
A principal circunstância a qual Acácio devia sua repentina popularidade foi a presteza com que ele conseguiu se colocar à frente do movimento que Daniel, o Estilita, era o verdadeiro inspirador. A agitação era espontânea por parte dos mosteiros e do povo em geral, que sinceramente detestavam as teorias de Eutiques sobre a encarnação de Jesus, mas é duvidoso se Acácio, na posição atual de defesa do calcedonianismo ou em suas tentativas de compromisso posteriores, qualquer coisa mais que um político procurando avançar sua própria agenda. Sobre os princípios teológicos envolvidos, ele jamais demonstrou tê-los compreendido de fato. Ele tinha a alma de um jogador e jogou apenas para aumentar sua influência, vencendo Basilisco. 
Basilisco retirou sua ofensiva encíclica através de uma contra-proclamação, mas esta rendição não o salvou. Neste ínterim, o imperador Zenão, um fugitivo até a época da oposição de Acácio, reclamou o trono perdido e Basilisco, após abjetas e vãs concessões ao poder eclesiástico, foi entregue a ele (como afirma a tradição) por Acácio, após ele ter pedido santuário em sua igreja em 477.. Neste ponto, as relações entre Zenão, Acácio e Simplício parecem ter se tornado amigáveis. Eles concordaram sobre a necessidade de tomar medidas vigorosas para defender e afirmar os decretos do concílio de Calcedônia e, por um tempo, agiram em conjunto.

### Disputas sobre Pedro Mongo e João Talaia
Em 479, Acácio consagrou um patriarca de Antioquia (provavelmente Pedro, o Pisoeiro) e, assim, excedeu os limites considerados corretos para sua jurisdição. Porém, o papa Simplício admitiu o apontamento por necessidade.
Problemas logo apareceram em todas as frentes quando o partido não calcedoniano de Alexandria tentou forçar Pedro Mongo na sé de Alexandria contra João Talaia em 482. Simplício protestou contra a indicação de Pedro e tomou o partido de Talaia, um calcedoniano.
Ambos aspirantes estavam sujeitos à graves objeções. Mongo era, ou tinha sido, não calcedoniano. Talaia estava obrigado, por uma promessa solene ao imperador, a não buscar ou (como parece) aceitar o patriarcado. Ele logo buscou e conseguiu o apoio de Simplício e desprezou Acácio. Aproveitando-se disso, Mongo se apresentou a Acácio como alguém capaz, se confirmado no posto, de resolver estas divisões e acabar com a disputa.
Desta vez, os eventos deram a Acácio a oportunidade que ele parecia estar há muito esperando: alegar a primazia de honra e jurisdição sobre todo o oriente, algo que iria dar aos bispos da capital imperial a responsabilidade pelas sés de Alexandria, Antioquia e Jerusalém, e independência do sumo pontífice. Acácio, aliado de Zenão agora, sugeriu ao imperador que tomasse o partido de Mongo a despeito da veemente oposição de Simplício. Acácio ainda mandou enviados para discutir os termos da reunião de todas as igrejas do oriente.

### Édito doHenóticoe o cisma acaciano
Logo depois, Acácio rascunhou um documento, ou uma série de artigos, no qual ele constituía de uma vez tanto um credo como um instrumento de reunião, como uma forma de alegar a jurisdição sobre todo o oriente. Este credo, conhecido na teologia como Henótico, foi originalmente direcionado às facções irreconciliáveis do Egito. Era um apelo à reunião com base em reticência e concessões.
O édito do Henótico em 482 afirmou o credo de Niceia como sendo um símbolo ou expressão final de uma fé reunida e comum. Todos os outros símbolos foram excluídos, Nestório e Eutiques foram indubitavelmente condenados em anátema, ao mesmo tempo que os doze capítulos de Cirilo de Alexandria foram aceitos. Os ensinamentos de Calcedônia não foram repudiados frontalmente, mas foram esquecidos. Jesus Cristo foi descrito como sendo "o unigênito Filho de Deus... um e não dois" e não havia nenhuma menção explícita às duas naturezas.
Pedro Mongo naturalmente aceitou o Henótico e foi logo confirmado em sua sé. João Talaia se recusou a assiná-lo e fugiu para Roma (482-483), onde sua causa foi abraçada com grande vigor pelo papa Simplício em suas cartas implorando que Acácio interrompesse o progresso da heresia, principalmente em Alexandria. As cartas não tiveram nenhum efeito e Simplício morreu logo em seguida..
Seu sucessor, o papa Félix III, zelosamente abraçou também a causa de Talaia e despachou dois bispos, Vital e Miseno, para Constantinopla com cartas a Zenão e Acácio, demandando que este fosse até Roma para se defender das acusações imputadas contra ele por Talaia . Esta missão falhou fragorosamente, pois Vital e Miseno foram induzidos a comungarem publicamente com Acácio e com os representantes de Mongo, e acabaram por retornar de forma embaraçosa para a Itália, de mãos vazias, em 484..
Assim que chegaram, um sínodo foi realizado. Os enviados foram depostos e excomungados e um novo anátema foi publicado contra Mongo, enquanto que Acácio foi irrevogavelmente excomungado por sua relação com Mongo, por exceder os limites de sua jurisdição e por se recusar a comparecer em Roma para tratar das acusações de Talaia, sem, contudo, que nenhuma opinião herética fosse provada ou inferida contra ele. Acácio foi acusado pelo papa Félix como alguém que cometera um pecado mortal e contra a autoridade apostólica (Habe ergo cum his … portionem S. Spiritus judicio et apostolica auctoritate damnatus) e foi declarado perpetuamente excomungado (nunquamque anathematis vinculis exuendus).
Félix comunicou a sentença a Acácio e, ao mesmo tempo, escreveu para Zenão e para a Igreja de Constantinopla, encarregando a todos, sob pena de excomunhão, a se separarem do patriarca deposto. Outro enviado de Roma, chamado Tutus, foi despachado para executar o decreto de sua dupla excomunhão para Acácio, pessoalmente. O patriarca se recusou a aceitar os documentos trazidos por Tutus e mostrou o que pensava da autoridade de Roma - e do concílio que o excomungara - apagando o nome de Félix dos dípticos. De resto, as ameaças de Félix não tiveram nenhum efeito prático. Os cristãos orientais, com pouquíssimas exceções, permaneceram fiéis a Acácio.
Talaia também desistiu da luta ao consentir em se tornar bispo de Nola, e Zenão e Acácio tomaram medidas ativas para obter a aceitação geral do Henótico por todo o oriente. De acordo com algumas fontes (provavelmente enviesadas), Acácio começou uma brutal política de perseguição e violência, dirigida principalmente contra seus antigos oponentes, os monges, para obrigá-los a trabalhar com Zenão em prol da adoção geral do Henótico. A condenação de Acácio, que tinha sido feita em nome do papa, foi repetida agora em nome do concílio de Calcedônia e o cisma se consolidou em 485. Acácio não se preocupou com sua sentença até a sua morte, em 489, seguida pela de Mongo em 490 e de Zenão, em 491..
Fravita de Constantinopla, seu sucessor, durante um curtíssimo patriarcado, reabriu as negociações com Félix, que resultaram em nada. A política de Acácio começou a desmoronar sem a sua presença para animá-la. Em poucos anos, todos os seus esforços foram revertidos. O Henótico falhou em sua tentativa de restaurar a unidade no oriente e, em 519, após as Aclamações de Constantinopla, o imperador Justino I e o patriarca João da Capadócia se submeteram ao papa Hormisda e a condenação de Acácio foi reconhecida pela igreja de Constantinopla